# 英国IBM

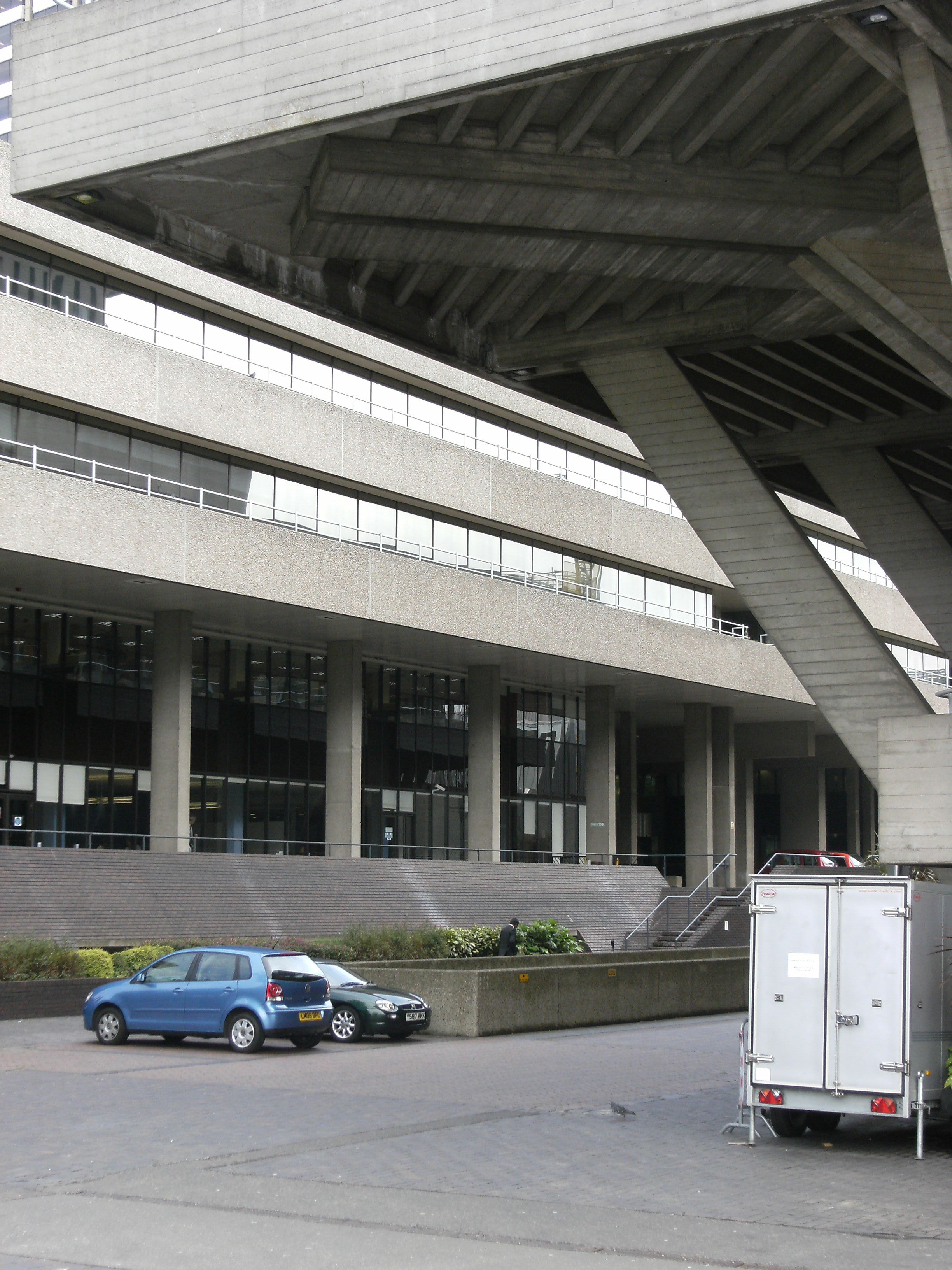
IBM Client Center（ロンドン・サウスバンクで）

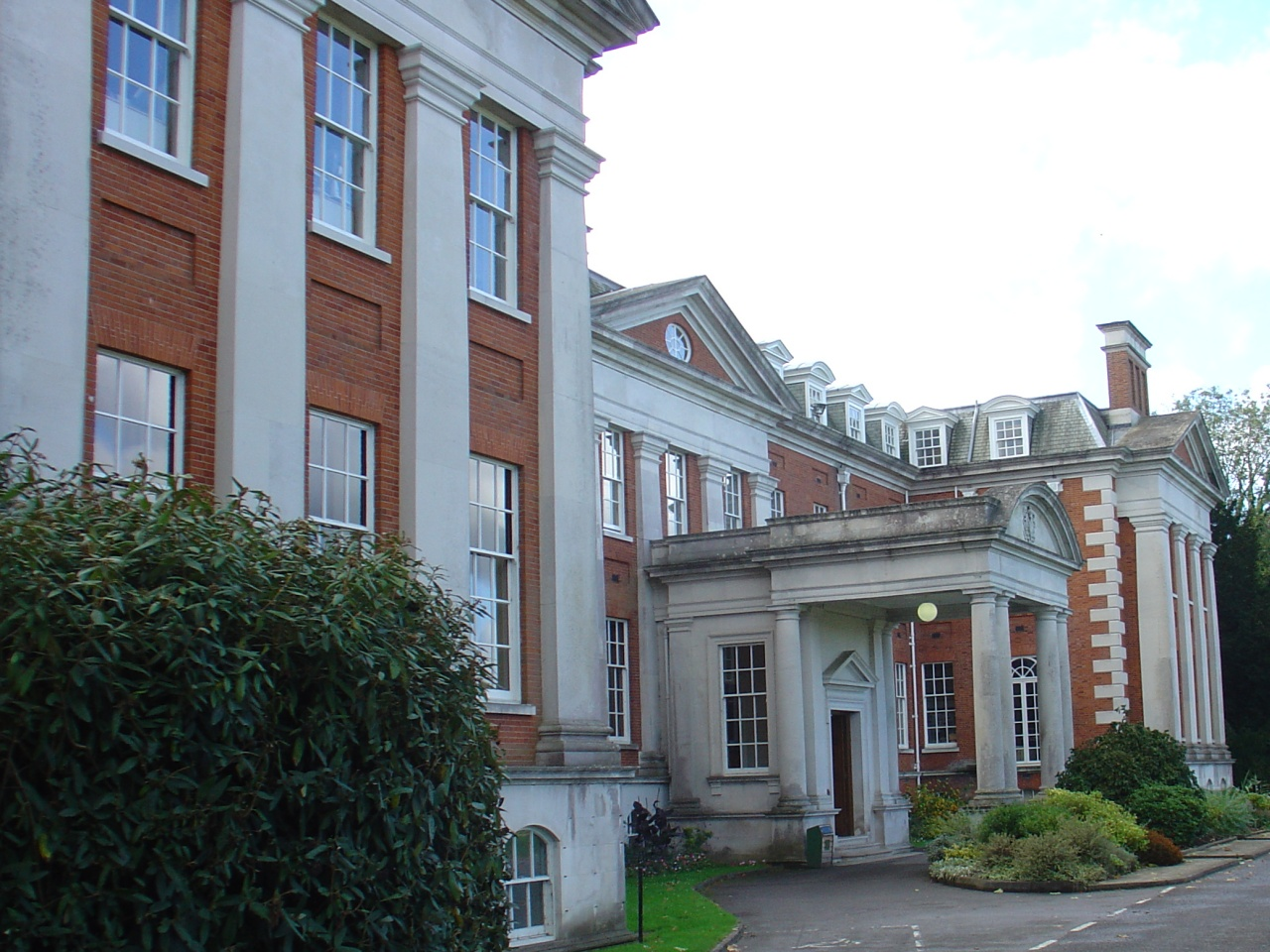
イングランド指定建造物1級のHursley House（IBMハーズレイ開発研究所で）

英国IBM（英語: IBM United Kingdom Ltd）は、イギリスにあるIBM社の子会社で、本社はハンプシャー州のポーツマスにある。数ある国のIBM子会社の中で、国内で営業、保守をしているだけでなく、ドイツIBMと日本IBMと共に、研究・開発・製造の総合力でその国、その地域、および全世界へ好影響を与えてきた。

## 歴史
ハーマン・ホレリスのパンチカードシステムは、イギリスでも20世紀初頭から広く使われきて、アメリカ合衆国国勢調査局長官を務めたロバート・ポーターが帰国して1909年にBTM社（後にパワーズ社Powersも合併してICTとなり、さらにICLとなり、最終的に富士通が買収）を設立し、初めC-T-R社（IBM社の前身）からのライセンスの機種であったが、後に独自設計の機種がイギリスおよび英連邦では優勢であった。
こうした状態もあり、英国IBM（IBM United Kingdom）が設立されたのは第二次世界大戦も終わって、しばらく経った1962年であった。本社はイギリス最南部のハンプシャー州のポーツマス にある。

### 工場
IBMメインフレーム・コンピューター全盛の時代に英国には二つの大きな工場があり、国内出荷だけでなく、輸出も広く行われたが、その後閉鎖された。

#### IBMハヴァント
IBMハヴァント工場(ハンプシャー州Havantの海岸寄り)は1967年に開設されて、おもにメインフレーム（System/370、4300など）、ハードディスクドライブ、8100、AS/400などを生産した。メインフレームの需要が減少するに従って、1994年に閉鎖された。同工場の海岸寄りのグランドを使っていたIBM南ハンプシャー・クリケット・クラブはその後も場所を他へ移して、IBM社員以外も参加するクラブとして健在である。

#### IBMグリーノック
IBMグリノック工場(スコットランド・グリーノック近郊のSpango Valley)は1954年に開設されて、初めは電動タイプライターとパンチカードシステム、次にメインフレーム・コンピューターの周辺機器（プリンターなど）、IBM PC、さらにノートパソコンを生産しして、一時はスコットランドではウィスキーの輸出額を上回るような貢献をした。人里離れた所だったので、1978年にはイギリス国鉄のインヴァークライド線（Inverclyde Line）にIBM鉄道駅も置かれたほどであった。工場機能は2006年に海外へ移されて、グリーノック市内ではコールセンターなどが置かれたが、工場そのものは廃止された。

## 現在
本社以外に、営業所と保守拠点がロンドンやエディンバラを始め、ケンブリッジ、ブリストル、ベルファストなどに置かれている。
IBM Client Centreはロンドンにあり、最新のIBMによる技術（データ解析、クラウドコンピューティング 、ブロックチェーン、ワトソン、AIなど）を客先へデモしている。
ファイナンス子会社（IBM United Kingdom Financial Services Ltd）は英国内だけでなく、国際的なサービスを提供している。

### 研究開発
研究開発はIBMの全世界的な活動の中で、1958年に開設されたIBMハーズレイ（本社からそれほど遠くないハンプシャー州の歴史的ウィンチェスター近くのHursley村）で行われていて、IBM 3279カラー表示装置、ソフトウェアのGDDM、Application System（AS）、CICS Transaction Server、MQなどを開発してきた。
IBM Executive Briefing Centreがここにあり、IBM Hursley Museumもある。